# دنیس فرانسیس (دیپلمات)
دنیس فرانسیس (انگلیسی: Dennis Francis؛ زادهٔ ۲۷ نوامبر ۱۹۵۶) یک دیپلمات اهل ترینیداد و توباگو است که از سال ۲۰۲۱ به عنوان نماینده دائم کشورش در سازمان ملل در نیویورک خدمت کرده است. در ۱ ژوئن ۲۰۲۳ او در هفتاد و هشتمین نشست مجمع عمومی سازمان ملل متحد به عنوان رئیس مجمع عمومی سازمان ملل متحد انتخاب شد، که دوره خود را در ۵ سپتامبر ۲۰۲۳ آغاز کرد.